# هاتسیک
هاتسیک (به ارمنی: Հացիկ) یک شهرک در ارمنستان است که در استان شیراک واقع شده‌است.  در  کیلومتری شمال گیومری، مرکز استان شیراک واقع شده است.

## خصوصیات
هاتسیک ۱٬۱۲۹ نفر جمعیت دارد و در ارتفاع  متر بالاتر از سطح دریا قرار گرفته است.